# Mobilità sostenibile

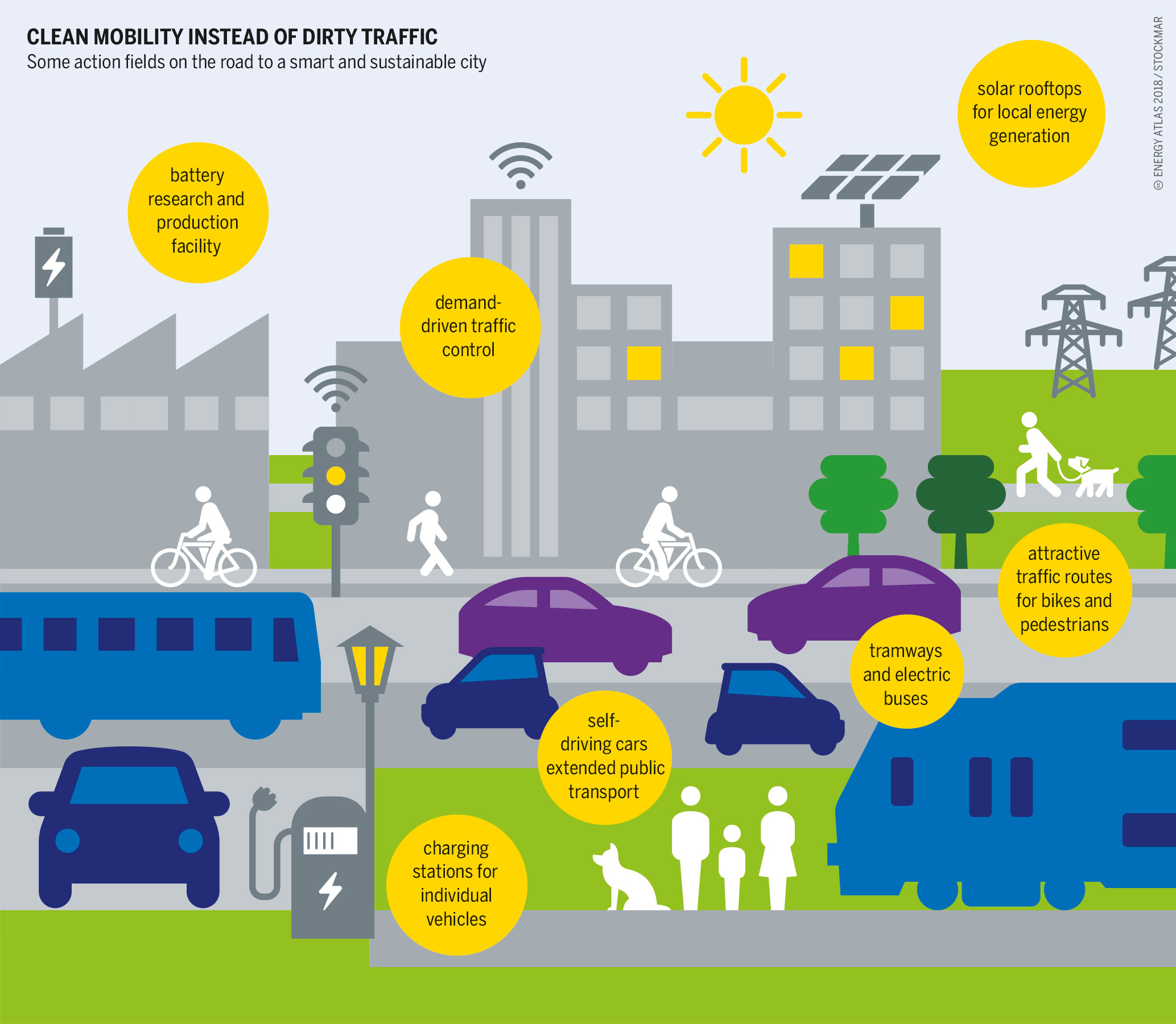
Mobilità intelligente e sostenibile

L'espressione mobilità sostenibile indica delle modalità di spostamento (e in generale un sistema di mobilità urbana) in grado di diminuire gli impatti ambientali, sociali ed economici generati dai veicoli privati; più nel dettaglio:
- l'inquinamento atmosferico;
- l'inquinamento acustico;
- la congestione stradale[2];
- l'incidentalità;
- il degrado delle aree urbane (causato dallo spazio occupato dagli autoveicoli a scapito dei pedoni);
- il consumo di territorio (causato dalla realizzazione delle strade e infrastrutture);
- i costi degli spostamenti (sia a carico della comunità sia del singolo).

Questo approccio si focalizza non solo sulla minimizzazione delle emissioni di CO2 e di altri inquinanti atmosferici, ma anche sul cambiamento culturale e comportamentale della società.

## Interventi

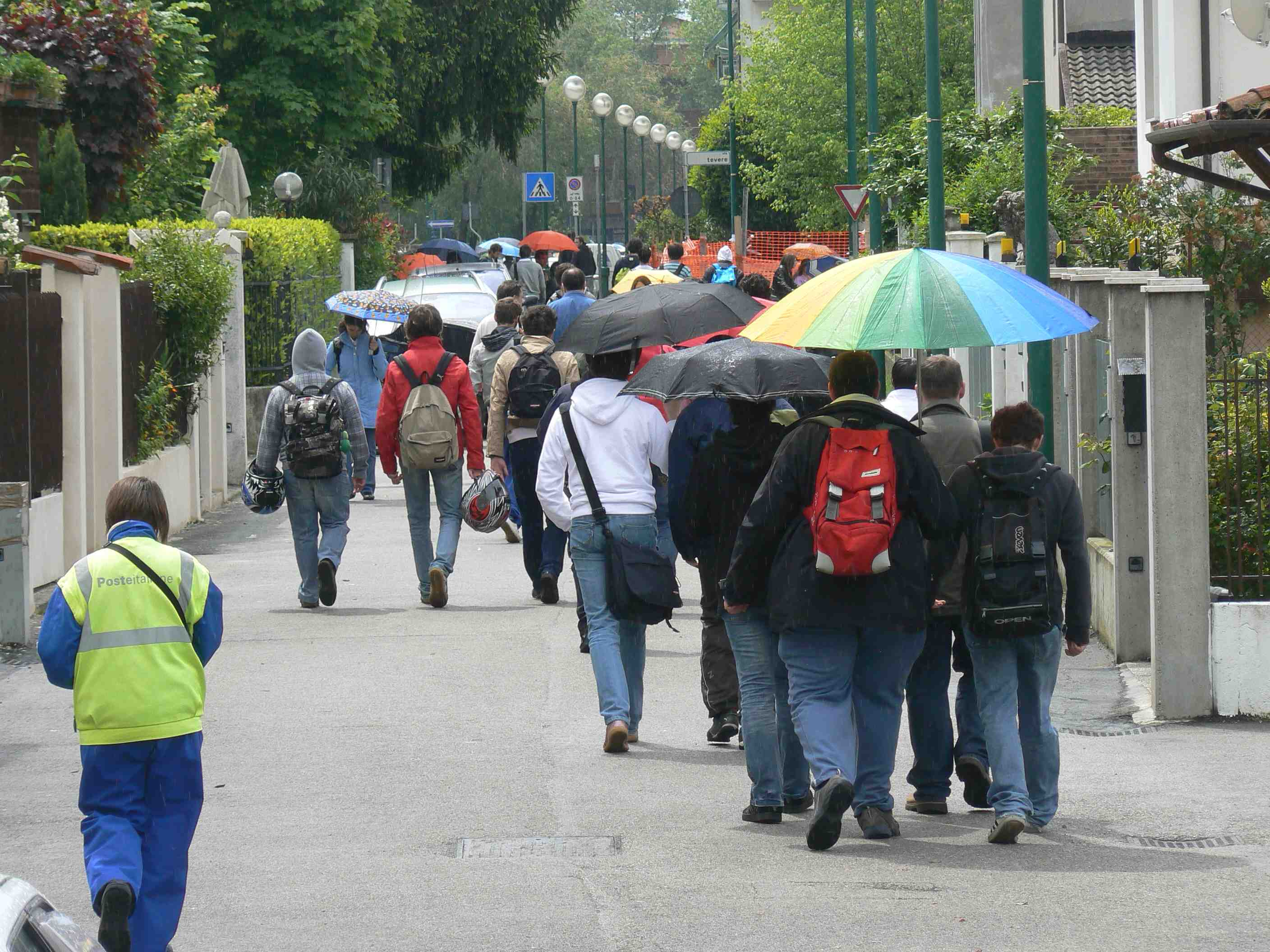
Studenti lasciano l'edificio scolastico a piedi

Le amministrazioni pubbliche sono i principali responsabili della promozione e dell'organizzazione della mobilità sostenibile; gli interventi sono finalizzati a ridurre la presenza degli autoveicoli privati negli spazi urbani per favorire la mobilità alternativa che, in ordine d'importanza, viene svolta:
- a piedi;
- in bicicletta;
- con i mezzi di trasporto pubblico (autobus, tram, sistema ferroviario metropolitano);
- con i mezzi di trasporto privato condivisi (car pooling e car sharing);
- la combinazione ottimale di vari sistemi di trasporto.

Le città dove le politiche di sostenibilità dei trasporti hanno avuto più successo sono state quelle nelle quali le diverse tipologie di intervento (elencate di sotto) sono state applicate in maniera integrata in modo da rinforzarsi l’una con l'altra. Gli stessi singoli interventi, applicati senza curarne i sincronismi e le sinergie, risultano quasi sempre inefficaci e, viceversa, la loro integrazione porta a una riduzione notevole dei flussi di traffico veicolare privato in un arco temporale sorprendentemente breve.
Tra gli interventi più efficaci si cita:
- il potenziamento del trasporto pubblico locale (con corsie riservate e vie preferenziali, sistemi di integrazione tariffaria, strumenti per l'infomobilità);

- l'adozione di specifici strumenti di pianificazione (come ad esempio il Piano Urbano della Mobilità);
- l’incentivo, tramite finanziamenti, sulla compravendita delle auto elettriche;
- lo sviluppo della mobilità pedonale, ossia favorire l'accessibilità e la fruizione universale degli spazi pubblici, con la redazione di pediplan, con interventi di eliminazione delle barriere architettoniche nei percorsi, con la realizzazione dei percorsi sicuri casa-scuola e del pedibus.
- lo sviluppo della mobilità ciclistica: redazione di biciplan, costruzione di piste ciclabili e implementazione di servizi di biciclette pubbliche condivise.
- l’incentivo di politiche di tariffazione e pedaggi: pedaggio urbano (accesso a pagamento in particolari zone urbane), park pricing (sosta a pagamento); park and ride (agevolazione nell'interscambio tra automobile e mezzo pubblico), crediti di mobilità.
- la pianificazione della mobilità aziendale: redazione del Piano spostamenti casa-lavoro, implementazione di sistemi di telelavoro, introduzione della figura del responsabile della mobilità.
- la gestione della domanda: moderazione del traffico, limitazioni della circolazione veicolare, introduzione di servizi di car sharing e trasporto a chiamata; promozione del car pooling; utilizzo di sistemi di information technology (ITS) per la gestione dei flussi veicolari (es. instradamenti ai parcheggi, info dinamiche sulle strade, navigazione satellitare ecc.).

Alla base di queste fondamentali misure vi sono tre principi di riferimento:
- migliorare i servizi di prossimità in modo tale da ridurre la necessità di spostamenti automobilistici sia in termini numerici che di distanze;
- destinare una parte della superficie stradale alla mobilità di tipo sostenibile a scapito dei veicoli privati, riducendo in questo modo il costo generalizzato del trasporto sostenibile;
- realizzare una rete intermodale di trasporto che consenta spostamenti più veloci di quelli realizzati dagli autoveicoli privati.

## Esempi
I concetti base della sostenibilità sono:
- compattezza, funzionalità e mobilità sostenibile;
- alta qualità ambientale, conservazione dell'energia, benessere e comfort;
- mix intergenerazionale, processo di coesione e partecipazione sociale;
- contenimento dei costi e dei consumi.

Sulla base di tali concetti, nell'Unione Europea sono stati intrapresi diversi processi con l'intento di massimizzare ognuno dei concetti base citati al fine di evitare il collasso ambientale del pianeta. 
Una significativa iniziativa è stata intrapresa a Londra, con BedZed, il primo insediamento a zero emissioni di CO2. A seguire anche in altre località come Helsinki, Stoccolma, Linz, Bolzano e Saragozza sono sorte costruzioni che limitano o azzerano del tutto le emissioni inquinanti. Si tratta di case studio o abitazioni civili che seguono tutte il modello Hammarby incentrato su un unico eco-ciclo.
Per la costruzione di tali insediamenti i progettisti hanno seguito criteri fondamentali, alcuni riguardanti lo sviluppo della mobilità sostenibile. Ad esempio, per la costruzione si è fatto uso di materiale di recupero e prodotto sul posto, in quanto sulle strade europee il traffico prodotto da camion altamente inquinanti, che trasportano prodotti per l'edilizia, è di circa un terzo del traffico totale. Altri materiali provengono esclusivamente da località poste nei dintorni, cercando così di evitare lunghi trasporti e diminuendo la quantità di petrolio consumato dai mezzi. 
Sono stati organizzati anche servizi per la comunità, come la condivisione di automobili e bici, stazioni di ricarica per chi possiede auto elettriche, il miglioramento o lo sviluppo di nuove aree ciclabili e pedonali. Con una gestione mirata del traffico e dei trasporti e la costruzione di attività commerciali e servizi pubblici in aree facilmente raggiungibili a piedi o con mezzi pubblici, è stato fatto sì che l'utilizzo di auto o altri mezzi di trasporto si riducesse al minimo.

## Propulsori e combustibili alternativi per una mobilità sostenibile
La qualità dell'aria, l'effetto serra, il sempre più difficile reperimento di petrolio ed il conseguente aumento del prezzo della benzina hanno quindi spinto sempre più alla ricerca di alternative ecosostenibili[x]. Una delle possibili opzioni sarebbe l'uso di carburanti alternativi, in grado di alimentare i motori dei veicoli che quotidianamente intasano città e strade di tutto il globo.
Le possibili valide alternative ai combustibili attualmente utilizzati sono:
- G.P.L.
- idrogeno
- bio-combustibili

È ovvio che l'utilizzo in larga scala di tali combustibili richiede lo studio e la progettazione di nuovi propulsori in grado di sfruttare al massimo la loro potenzialità, in modo tale da poter competere con i sistemi che attualmente equipaggiano i mezzi di trasporto e di produzione.
Si favorirebbe quindi la diffusione di veicoli elettrici e ibridi, che risolverebbero i problemi dovuti all'emissione di sostanze nocive, ma ancora oggi risultano essere molto difficili da implementare.
Le batterie, di cui sono dotati i veicoli sopracitati, hanno capacità limitata, nonché costi elevati, e per questo oggi vengono utilizzati solo piccoli veicoli, che devono affrontare brevi tragitti. Negli ultimi anni, però, si stanno diffondendo sempre più i veicoli dotati di propulsori ibridi che hanno la capacità di ricaricare la batteria, grazie al generatore che sfrutta il normale movimento di marcia e, in caso di velocità bassa, utilizzano il motore elettrico di cui sono dotati.
Riguardo l'idrogeno, la sua conservazione ha costi alti ed anche la costruzione di strutture per il rifornimento risulterebbe onerosa, per non parlare della sicurezza del trasporto di tale liquido.
I bio-combustibili invece sarebbero i primi candidati come alternativa al petrolio: sarebbero pienamente compatibili con la tecnologia motoristica attuale e quindi anche con le stazioni di rifornimento già esistenti; nonostante ciò, la loro implementazione massiccia potrebbe avere ricadute inconvenienti sul prezzo del cibo, dato che il terreno dedicato all'agricoltura risulterebbe sempre meno vasto per dar spazio alle coltivazioni di bio-combustibili.

## Normative
In ambito italiano, il principale testo di legge è il decreto interministeriale Mobilità Sostenibile nelle Aree Urbane del 27 marzo 1998.
Di particolare rilevanza è anche il progetto di legge di iniziativa popolare sulla mobilità sostenibile in Trentino, presentato il 15 settembre 2014 presso la Provincia Autonoma di Trento; il Comitato promotore ha organizzato fino al 15 dicembre iniziative pubbliche, per raccogliere le 2500 firme necessarie per la discussione del DDL nel consiglio provinciale. È uno dei pochissimi esempi di disegni legge di iniziativa popolare presentati ed è stato elaborato utilizzando il metodo partecipativo, coinvolgendo associazioni e cittadini trentini.
In ambito europeo, le principali direttive in tema di mobilità sostenibile sono:
- la direttiva 2006/38/Ce, relativa l atrasporto di merci su strada, che impone di calibrare i pedaggi autostradali in base al carico inquinante dei mezzi ed all'ora di utilizzo delle infrastrutture;
- la direttiva 2008/68/Ce (che sostituisce le direttive 94/55/Ce, 96/49/Ce, 96/35/Ce, 2000/18/Ce, 2005/263/Ce), che punta ad aumentare la sicurezza nel trasporto di merci pericolose su strada, ferrovia e vie navigabili interne;
- la direttiva 2009/33/Ce, che impone di considerare l'impatto energetico ed ambientale dei veicoli nel corso dell'intero ciclo di vita;
- il Piano d'azione per la mobilità urbana, nel quale si propongono venti azioni per supportare gli Enti Pubblici nella realizzazione dei rispettivi obiettivi di mobilità sostenibile.

## Finanziamenti
Nel gennaio 2007 il Ministero dell'Ambiente ha coordinato la prima riunione del Tavolo Nazionale per la Mobilità Sostenibile, confermando che nella legge finanziaria del 2007 fosse stato inserito un fondo per la mobilità sostenibile di 90 milioni di euro annui per il triennio 2007-2009.
Oltre ai fondi previsti nella Finanziaria, il Ministero dell'Ambiente ha già destinato i seguenti fondi:
- 70 milioni di euro l'anno (per tre anni) per il co-finanziamento degli interventi individuati nei piani di risanamento della qualità dell'aria elaborati dalle Regioni e dalle Province autonome;
- 20 milioni di euro per il rilancio del metano;
- 10 milioni di euro per il rifinanziamento dell'iniziativa car sharing.

A tali somme si aggiungono circa 200 milioni di euro l'anno per il triennio 2007-2009, dal fondo rotativo di Kyoto, ed altre somme derivanti dai fondi europei per ricerca e innovazione.
A maggio 2012 è stato presentato il contenuto del testo sugli incentivi alla mobilità sostenibile adottato dalla commissioni Trasporti e Attività produttive della Camera, passato al vaglio nel mese di giugno. Sono poi stati stanziati dei fondi per l'acquisto di auto elettriche-ibride che hanno tentato di riportare l'Italia in linea con quanto previsto dagli altri Paesi europei, con risultati discutibili.